# Księga zasłużonych dla województwa rzeszowskiego
Księga zasłużonych dla województwa rzeszowskiego – wyróżnienie przyznawane w okresie Polskiej Rzeczypospolitej Ludowej w województwie rzeszowskim (1945–1975) i w województwie rzeszowskim (1975–1998).
Księga została założona w 1974 z inicjatywy wojewódzkiej instancji Polskiej Zjednoczonej Partii Robotniczej w Rzeszowie, z okazji 30-lecia PRL, uchwałą Egzekutywy Komitetu Wojewódzkiego PZPR w Rzeszowie. Początkowo, od 1974 była określana jako „Księga ludzi zasłużonych dla województwa”. W założeniu do Księgi miały być wpisywane osoby, które wnoszą największy, tworzy wkład w rozwój regionu: przodownicy pracy, nowatorzy produkcji przemysłowej i rolnej, pracownicy oświaty, nauki i kultury. Wyróżnieni wpisem do Księgi otrzymywali pamiątkowe dyplomy.
Na pierwszej karcie Księgi wypisano słowa:

Chylimy głowy przed wszystkimi, którzy wnieśli swój wkład do wspólnego dzieła. Szacunkiem darzymy liczne zastępy bohaterów pracy socjalistycznej, budowniczych Polski Ludowej, których życie stanowi wzór umiłowania Ojczyzny

Księga założona w 1974 dotyczyła województwa rzeszowskiego, istniejącego w latach 1945–1975. Po dokonaniu reformy administracyjnej w Polsce w 1975 Księga dotyczyła województwa rzeszowskiego, istniejącego w latach 1975–1998, a jednocześnie powstały Księgi powstałych w 1975 województw krośnieńskiego,
przemyskiego, tarnobrzeskiego.
Do 1980 uroczystość wpisu do księgi odbywała się w przeddzień Święta Pracy (1 maja), a od 1981 w przeddzień Święta Odrodzenia Polski (obchodzonego 22 lipca 1981). Do 1981 uhonorowano 220 osób.
Ostatnie wpisy do księgi w okresie PRL dokonano w 1989, a rok później w 1990 nie kontynuowano tej tradycji.

## 1974
Decyzją Egzekutywy Komitetu Wojewódzkiego PZPR w Rzeszowie z 11 lipca 1974 zostało wpisanych do „Księgi zasłużonych dla województwa krośnieńskiego” 50 osób, które swoją rzetelną, ofiarną pracą wniosły w minionym 30-leciu szczególny wkład w realizację zadań społeczno-produkcyjnych oraz dynamiczny rozwój Rzeszowszczyzny: 
Marian Bednarczyk (Mielec), Edward Bożymowski (Rzeszów), Władysław Czaja (Borowa), Tadeusz Czapla (Lecka), Aniela Czech, Zenon Dziadecki (Tarnobrzeg), Stanisław Gawor, Kazimierz Gębarowski (Rzepiennik), Antoni Gromadzki (Dębica), Władysław Gut (Sanok), Tomasz Gwóźdź (Jarosław), Ignacy Kaczmarek (Nowy Dzików), Mieczysław Kaczor, Jan Kapusta (Krzeczowice), Franciszek Kiełbiński (Rzeszów), Władysław Konon (Rzeszów), Marianna Kosik (Jarosław), Stanisław Leja (Przeworsk), Antoni Lipiec (Stalowa Wola), Józef Majka (Wiercany), Zdzisław Malicki (Stalowa Wola), August Mazur (Tarnobrzeg), Franciszek Michańczyk (Grabownica), Kazimierz Osetek, Franciszek Persowski (Przemyśl), Jerzy Pleśniarowicz (Rzeszów), Tadeusz Podolak (Przemyśl), Antoni Polak (Pustków), Władysław Potwora (Jasło), Sylwester Rychliński (Nowe Sioło), Tadeusz Ryczaj (Mielec), Jadwiga Sarama (Sanok), Zbigniewa Schultis (Rzeszów), Krystyna Siwiec (Tarnobrzeg), Jan Słabiak (Dębno), Rozalia Smólska (Gorzyce), Maria Stokłosa (Bratkowice), Jan Szaro (Kalembina), Edward Szewczak (Krosno), Stanisław Szurek, Stanisław Szyndlar (Łańcut), Maria Turczyńska (Krosno), Władysław Twardochleb (Rzeszów), Józefa Wanat (Ustrzyki Dolne), Antoni Warchoł (Huta Komorowska), Wiktor Wierzbicki (Stalowa Wola), Józef Winiarski (Bircza), Tomasz Wiśniewski (Rzeszów), Antoni Wojnar (Łańcut), Władysław Wojnarowicz (Łańcut)
Uroczystość odbyła się w sali kolumnowej KW PZPR w Rzeszowie 20 lipca 1974.

## 1975
Postanowieniem Egzekutywy Komitetu Wojewódzkiego PZPR w Rzeszowie z 17 kwietnia 1975 zostało wpisanych do „Księgi zasłużonych dla województwa krośnieńskiego” 32 osoby, które swoją rzetelną, ofiarną pracą wniosły szczególny wkład w realizację zadań społeczno-produkcyjnych oraz dynamiczny rozwój Rzeszowszczyzny:
Zofia Bajdas (Stalowa Wola), Stanisław Bereś (Trzebownisko), Bartłomiej Bilski (Dębica), Stanisław Celiński (Mielec), Ignacy Filip (Rzeszów), Czesław Filipek (Iwierzyce), Stanisława Gabrynowicz, Jan Gaczyński (Rzeszów), Edward Głowacki (Stalowa Wola), Stanisław Gościniak (Rzeszów), Kazimierz Granat (Rzeszów), Franciszek Janocha (Jedlicze), Stanisław Kamieniarz, Adolf Kąkol, Stanisław Korb (Kosowy), Bronisława Krasiczyńska (Dynów), Stanisław Kurp, Stanisław Kwoka (Dębica), Stanisław Landa, Antoni Łach (Lubliniec Nowy), Władysław Michalus (Glinik), Michał Ostrowski, Andrzej Ożóg (Rzeszów), Antoni Puchała (Markowa), Michał Skiba, Maria Szczepańska (powiat jarosławski), Stanisław Szczytyński (Tarnobrzeg), Stanisław Szkutnik (Jasło), Mieczysław Trześniak, Roman Turek, Józefa Wójtowicz (Niewodna), Pelagia Zielecka.
Uroczystość odbyła się w KW PZPR w Rzeszowie 28 kwietnia 1975.

## 1976
Postanowieniem Egzekutywy Komitetu Wojewódzkiego PZPR w Rzeszowie z 17 kwietnia 1975 zostało wpisanych do „Księgi zasłużonych dla województwa krośnieńskiego” 30 osób, których praca, zaangażowanie, głęboko patriotyczna postawa przyczyniły się do wzbogacenia dorobku województwa i utrwalenia jego dobrego imienia w kraju:
Józef Anyszek (Sędziszów Małopolski), Karol Bielenda (Stobierna), Feliks Bizoń (Witkowice), Edward Cyran (Rzeszów), Wojciech Chabinka (Rzeszów), Stanisław Dronka (Boguchwała), Józef Ferenc (gmina Kamień), Danuta Filip (Rakszawa), Kazimierz Gocyła (Mielec), Feliks Gołąb (Sarzyna), Ludwika Iskrzycka (Pstrągowa), Władysław Kalicki (Gliny Małe), Jan Kawa (Błażowa), Maria Korga (Rzeszów), Franciszek Krok (Rzeszów), Jan Kwoka (Bratkowice), Tadeusz Krukowiecki (Łańcut), Grzegorz Lato (Mielec), Kazimierz Oczoś (Rzeszów), Józef Paśko (Sędziszów Małopolski), Wojciech Patak (Rzeszów), Eugeniusz Polak (Rzeszów), Janina Pelc (Białobrzegi), Anna Rejman (gmina Czarna), Maria Siedmiograj (Rzeszów), Aniela Śmiałek (Grodzisko Dolne), Józef Szklanny (Dębno), Edward Urban (Mielec), Marian Wójcik, Stanisław Ziętek.
Uroczystość odbyła się w KW PZPR w Rzeszowie 29 kwietnia 1976.

## 1977
W czasie poprzedzającym 1 maja 1977 awizowano uroczystość kolejnych wpisów do Księgi.
Wpisany został m.in. Jan Bardzik.

## 1981
Decyzją Egzekutywy Komitetu Wojewódzkiego PZPR w Rzeszowie z lipca 1981 zostało wpisanych do „księgi ludzi zasłużonych dla województwa rzeszowskiego” 15 osób w uznaniu wzorowej postawy obywatelskiej, rzetelnej i ofiarnej pracy oraz szczególnego wkładu w realizację zadań społeczno-gospodarczych:
Józef Boho (Lutcza), Franciszek Ciupak (Rzeszów), Stanisław Chmiel (Trzeboś), Lechosław Darłak (Rzeszów), Józef Florek (Białobrzegi), Józef Giera (Glinik Górny), Franciszek Gunia (Palikówka), Stefan Kucharski (Mielec), Stanisław Kurasandzis (Nowa Sarzyna), Tadeusz Kuziara (Łańcut), Anna Miś (Grodzisko Dolne), Edward Perdeusz (Rzeszów), Antoni Polak (Rzeszów), Emilia Polak (Trzebownisko), Maria Rędziniak (Rzeszów), Czesław Sałagaj (Sadkowa Góra), Tadeusz Stanisz (Rzeszów), Józef Sułkowicz (Boguchwała), Aleksandra Wilk (Leżajsk).
Uroczystość odbyła się 21 lipca 1981 w Rzeszowie.

## 1982
Decyzją Egzekutywy Komitetu Wojewódzkiego PZPR w Rzeszowie z 15 lipca 1982 zostało wpisanych do „księgi ludzi zasłużonych dla województwa rzeszowskiego” 33 osoby za rzetelną, ofiarną pracę oraz szczególny wkład w realizację zadań społeczno-gospodarczych i rozwój województwa:
Franciszek Augustyn (Wola Mała), Zdzisław Basak (Łańcut), Józef Buczkowski (Czermin), Jan Bucior (Kuryłówka), Karol Cieśla (Tarnawka), Tomasz Czernicki (Lubenia), Franciszek Dąbal (Rzeszów), Leon Dronka (Rzeszów), Leon Golec (Podlesie), Antoni Górecki (Rzeszów), Adolf Jakubowicz (Rzeszów), Michał Karaś (Wierzawa), Józef Kulik (Frysztak), Stanisław Kołodziej (Kolbuszowa), Marcin Kuryś (Sokołów), Jan Kuszaj (Browar Łańcucki), Michał Markowicz (Kosina), Józef Maroń (Rzeszów), Stanisław Ochalik (Gawłuszowice), Henryk Pietrzyk (Rzeszów), Marian Rokita (Boguchwała), Edmund Rudolf (Rzeszów), Stanisław Rydzik (Białobrzegi), Stanisław Sarama (Głogów), Władysław Śpiewak (Czermin), Mateusz Surowiec (Czarna), Jan Tatara (Wiśniowa), Maria Trybulska (Rzeszów), Bronisław Ulak (Krasne), Wojciech Wiśniowski (Rzeszów), Stanisław Wnęk (Rzeszów), Jan Zawada (Nowa Wieś), Jan Żmuda (Głogów Małopolski).
Uroczystość odbyła się 21 lipca 1982 w Rzeszowie.

## 1983
Decyzją Egzekutywy Komitetu Wojewódzkiego PZPR w Rzeszowie z 6 lipca 1983 zostało wpisanych do „księgi ludzi zasłużonych dla województwa rzeszowskiego” 45 osób za rzetelną, ofiarną pracę, postawę społeczno-polityczną oraz szczególny wkład w realizację zadań społeczno-gospodarczych i rozwój województwa:
Władysław Barnat (Łańcut), Józef Bomba (Rzeszów), Marian Cieśla (Nowa Sarzyna), Adam Fornal (Rzeszów), Jan Fornal (Straszydle), Edward Głodowski (Rzeszów), Stefan Golenia (Białobrzegi), Tadeusz Górnicki (Niebylec), Zbigniew Indyk (Głogów Małopolski), Władysław Karwowski (Mielec), Henryk Kaźmierczak (Rzeszów), Henryk Korab (Rzeszów), Stanisław Kostka (Wólka Grodziska), Antoni Kukułka (powiat Łańcut/Rzeszów), Adam Kuch (Strzyżów), Władysław Kut (Rzeszów), Marian Kuźniar (Łańcut), Honorata Kwolek (gmina Markowa), Maria Łyszczarz (Rzeszów), Eugeniusz Machowski (Rzeszów), Krystyna Majewska (Cieszyna), Katarzyna Majka (Sokołów Małopolski), Henryk Makara (Rzeszów), Władysław Nawojski (Kraczkowa i inne), Stanisław Noga (Rakszawa), Stanisław Nowakowski (Rzeszów), Mieczysław Noworyta (Mielec), Henryk Pasławski (Rzeszów), Michał Paśko (Bystrzyca), Józef Rejman (Krzemienica), Józef Skowronek (Rakszawa), Józef Staszak (Leżajsk), Zbigniew Szarek (różne), Tadeusz Szul (Rzeszów), Zdzisław Trentowski (Rzeszów), Stanisław Urban (Brzóza Stadnicka), Emil Walat (Rzeszów), Józef Winsch (Rzeszów), Zofia Worek-Szpila (różne), Stefan Woźniak (Mielec), Stanisław Zabierowski (Rzeszów), Kazimierz Zaborniak (Sędziszów Małopolski), Władysława Zięba (Rzeszów), Tadeusz Zimowski (Boguchwała), Mieczysław Ziobro (Leżajsk).
Uroczystość odbyła się 21 lipca 1983 w Rzeszowie.

## 1984
Uchwałą Egzekutywy Komitetu Wojewódzkiego PZPR w Rzeszowie z 4 lipca 1984, na wniosek Komitetu Wykonawczego Rady Wojewódzkiej Patriotycznego Ruchu Odrodzenia Narodowego, zostało wpisanych do „Księgi zasłużonych dla województwa rzeszowskiego” 68 osób za rzetelną, ofiarną pracę, postawę społeczno-polityczną oraz szczególny wkład w realizację zadań społeczno-gospodarczych i rozwój województwa:
Józef Bal, Wojciech Bania, Andrzej Baszkiewicz (Górno), Adela Bereś (Rzeszów), Tadeusz Bochenek (Rzeszów), Józef Cisek (Nienadówka), Emil Czelny (Rzeszów), Julian Czyrek (Korniaktów), Tadeusz Dudziński (Rzeszów), Anna Dynia (Przybyszówka), Maria Dziedzic (Trzciana), Kazimierz Dziki (Góra Ropczycka), Jan Filipek (Nockowa), Wacława Fudalej (Wiśniowa), Piotr Głowacz (Mielec), Michał Gołąb (Ostrów), Zygmunt Grygiel (Rzeszów), Zbigniew Gujda (Rzeszów), Walenty Grzywa (Grodzisko Dolne), Władysław Hawer (Nowa Sarzyna), Eugeniusz Kohl (Mielec), Paweł Karp (Rzeszów), Walenty Kąkol (Słocina), Tadeusz Kielar (Wyżne), Józef Kłeczek (Przewrotne), Leon Korga (Rzeszów), Józef Korpanty (Mielec), Jan Kosior (Dębno), Ludomir Krawczyk (Rzeszów), Bronisław Król (Łączki Kucharskie), Tadeusz Kurtyka (Rzeszów), Mieczysław Leja (Rzeszów), Józef Lorenc (Wysoka), Jan Łysakowski (Rzeszów), Stanisław Major (Mielec), Józef Marc (Sędziszów Małopolski), Julian Marciniec (Jastrzębiec), Czesława Markowca (Rzeszów), Marcin Miąsik (Rzeszów), Stefania Myjak (Dąbrówka Osuchowska), Aleksander Niemirski (Rzeszów), Antonina Ostromęcka (Rzeszów), Piotr Padykuła (Łysaków), Mieczysław Pelc (Markowa), Michał Pelc (Markowa), Antoni Piasecki (Zgłobień), Bolesław Piątek (Czarna), Zdzisław Pietras (Nowa Sarzyna), Franciszek Posłuszny (Stary Dzikowiec), Zbigniew Rajchel (Rzeszów), Stefan Reczek (Rzeszów), Józef Rykiel (Świlcza), Henryk Sitarek (Gawłuszowice), Fryderyk Siwiec (Sędziszów Małopolski), Julian Słupek (Leżajsk), Tomasz Skrzyszowski (Frysztak/Strzyżów), Józef Sobuś (Dąbrówki), Adam Sobusiak (Mielec), Julian Środoń (Pstrągowa), Stanisław Stanisz (Rzeszów), Anna Staruch (Rzeszów), Helena Staszałek (Kolbuszowa), Władysław Stachyra (Łańcut), Michał Stec (Godowa), Katarzyna Wiśniowska (Rzeszów), Antoni Wojnar (Łańcut), Stefania Ziemba (Rzeszów), Andrzej Żelazko (Rzeszów).
Uroczystość odbyła się 20 lipca 1984 w Rzeszowie.

## 1985
Decyzją Egzekutywy Komitetu Wojewódzkiego PZPR w Rzeszowie z 3 lipca 1985 zostało wpisanych do „Księgi zasłużonych dla województwa rzeszowskiego” 56 osób które swą rzetelną i ofiarną pracą wniosły szczególny wkład w realizację zadań społeczno-produkcyjnych oraz rozwój Rzeszowszczyzny:
Piotr Bała (Tarnawka), Józef Barecki (Rzeszów), Cecylia Błońska (Rzeszów), Stanisław Błoński (Kuryłówka), Stanisław Bodzoń (Rzeszów), Stanisław Boroń (Leżajsk), Janina Buż (Lubenia), Stanisław Cudo (Kolbuszowa), Bronisław Czaja (gmina Czermin), Jan Dobrowolski (Kamień), Julian Dylski (Rzeszów), Julian Federkiewicz (Nowa Sarzyna), Ludwik Fic (Rzeszów), Eugeniusz Flak (Głogów Małopolski), Władysława Garska (Rzeszów), Romualda Gąsior (Rzeszów), Józef Goleń (Rzeszów), Władysław Gościmiński (Rzeszów), Edmund Hajduk (Mielec), Kazimierz Jabłoński (Sędziszów Małopolski), Władysław Kawa (Boguchwała), Józef Kleparski (Albigowa), Eugeniusz Koryl (Rzeszów), Bronisław Kotarba (Hyżne), Edward Kowalski (gmina Borowa), Janina Kozaczenko (Leżajsk), Władysław Kuchta (Rzeszów), Fryderyk Kuna (Rzeszów), Aleksander Kwaśny (Błażowa), Jan Leja (Nowe Grodzisko), Jerzy Majewski (Rzeszów), Krystyna Matheis-Domaszowska (Rzeszów), Sabina Miller (Żołynia), Helena Nabożna (Budy Głogowskie), Stanisław Niedbała (Rzeszów), Maria Niedziocha (Markowizna), Henryk Noworyta (Mielec), Franciszek Osetek (Rzeszów), Władysław Pasterski (gmina Markowa), Karol Pieniek (gmina Niwiska), Helena Pogoda (Mielec), Jan Pyra (gmina Niebylec), Stanisław Regner (Łańcut), Józef Remion (Rzeszów), Stanisław Roman (Rzeszów), Jan Sobuś (Rakszawa), Józef Sołtys (Mielec), Jan Stanio (Rzeszów), Kazimierz Stawiarski (Rzeszów), Karol Śliwiński (Rzeszów), Stanisław Szkotnicki (Dąbrówka Osuchowska), Bronisław Szydełko (Krzemienica), Adam Tyburczy (Dzikowiec), Tadeusz Waydowski (Ropczyce), Bronisław Wojciechowski (Mielec), Zdzisław Woźniak (Rzeszów).
Uroczystość odbyła się 19 lipca 1985 Rzeszowie.

## 1986
Postanowieniem Egzekutywy Komitetu Wojewódzkiego PZPR w Rzeszowie z 27 czerwca 1986 zostało wpisanych do „Księgi zasłużonych dla województwa rzeszowskiego” 44 osoby, które swą rzetelną i ofiarną pracą wniosły szczególny wkład w realizację zadań społeczno-produkcyjnych oraz rozwój Rzeszowszczyzny:
Stanisław Adamczyk (gmina Borowa), Franciszek Babula (Mielec), Kazimierz Bednarski (działacz społeczny)Kazimierz Bednarski (Mielec), Elżbieta Ciastoń (Rzeszów), Jan Czajka (Rzeszów), Ignacy Czyrek (Wola Mała), Władysław Dembiczak (Palikówka), Kazimierz Dźwierzyński (Nowa Sarzyna), Józef Grochala (Głogów Małopolski), Zdzisław Ingot (Łańcut), Władysław Jemioło (Niwiska), Franciszek Kapusta (Dzikowiec), Józef Klubek (Rzeszów), Mieczysław Koczan (Rzeszów), Melania Kowalska (Rzeszów), Stefania Kozdraś (Rudna Mała), Zdzisław Kozień (Rzeszów), Władysław Kruczek (Rzeszów), Zbigniew Krygowski (Rzeszów), Wawrzyniec Moskal (Niwiska), Feliks Moszkowicz (Dębno), Józef Muniak (Mielec), Wacław Nycz (Rzeszów), Julian Polasz (Leżajsk), Kazimierz Przystaś (Wiśniowa), Michał Rabczak (Błażowa), Stanisław Rejewski (Rzeszów), Paweł Rzemień (Czudec), Władysław Rzeszutek (Cmolas), Franciszek Skowronek (Wólka Łamana), Zdzisława Sudyka (Rzeszów), Witold Świadek (Rzeszów), Edward Świątek (Mielec), Zbigniew Szmigiel (Rzeszów), Ireneusz Szurek (Rzeszów), Adam Tłuczek (Rzeszów), Józef Twardowski (Sielec), Jan Wiercioch (Łańcut), Tadeusz Witowski (Rzeszów), Stanisław Wołoszyn (Boguchwała), Piotr Zarychta (Łańcut), Władysław Zieliński (Leżajsk), ks. Jan Zwierz (Ropczyce), Edward Żurek (Mielec).
Uroczystość odbyła się 18 lipca 1986 w Rzeszowie.

## 1987
Postanowieniem Egzekutywy Komitetu Wojewódzkiego PZPR w Rzeszowie z 14 lipca 1987 zostało wpisanych do „Księgi zasłużonych dla województwa rzeszowskiego” 32 osoby, które swą rzetelną i ofiarną pracą wniosły szczególny wkład w realizację zadań społeczno-produkcyjnych oraz rozwój Rzeszowszczyzny:
Edward Bartusik (Rzeszów), Henryk Bereś (Rzeszów), Wiktoria Chłędowska (Rzeszów), Stanisław Czechowski (Rzeszów), Wiktor Dzierżak (Łańcut), Franciszek Frączek (Krzemienica), Władysław Gaździak (gmina Borowa), Stanisław Grobelny (Nockowa), Stanisław Habrat (Rzeszów), Bernard Haracz (Ostrów), Michał Hawro (Kolbuszowa), Leon Kotarba (Rzeszów), Jan Kusak (Mielec), Franciszek Kuźniar (Opaleniska), Wojciech Łącz (Mielec), Roman Marszałek (Hyżne), Władysław Micek (Mielec), Józef Nowakowski (Rzeszów), Zofia Obacz (Trzebowniska), Józef Oliwa (Rzeszów), Władysław Pfeifer (Rzeszów), Edward Posłuszny (Rzędzianowice), Władysław Rarus (Rzeszów), Mieczysław Ryba (Boguchwała), Jan Sabik (Rzeszów), Tomasz Sroczyk (Rakszawa), Jan Styś (Palikówka), Józef Tabaka (Wólka Niedźwiedzka), Stanisław Więcek (Mielec), Helena Wilanowska (Rzeszów), Tadeusz Zaczek (Rzeszów), Roman Ziaja (Wysoka)
Uroczystość odbyła się 21 lipca 1987 w Rzeszowie.

## 1988
Decyzją Egzekutywy Komitetu Wojewódzkiego PZPR w Rzeszowie z 28 czerwca 1988 zostało wpisanych do „Księgi zasłużonych dla województwa rzeszowskiego” 29 osób, które swą rzetelną i ofiarną pracą wniosły szczególny wkład w realizację zadań społeczno-produkcyjnych oraz rozwój Rzeszowszczyzny:
Jan Baran (Sonina), Elżbieta Bożek (Łańcut), Henryk Bonowicz (Krasne), Tadeusz Buczyński (Rzeszów), Marian Chodorowski (Kolbuszowa), Bronisław Czapla (Rzeszów), Stanisław Dec (Wólka Grodziska), Edmund Gajewski (Rzeszów), Stanisław Geroń (Rzeszów), Emil Gwiżdż (Rzeszów), Paweł Heczko (Rzeszów), Jerzy Klementowski (Wola Mielecka), Bronisław Kłakowski (Wola Zarczycka), Andrzej Kowanda (Mielec), Władysław Kruczek (Rzeszów), Franciszek Kruczyński (Rzeszów), Andrzej Kunysz (Łańcut), Daniel Markowski (Rzeszów), Kazimierz Mierczyński (Rzeszów), Edward Mikosz (Rzeszów), Edward Moskwa (Rzeszów), Zofia Nowakowska (Rzeszów), Czesław Oczoś (Rzeszów), Henryka Pelczar (Rzeszów), Stanisław Pieprzny (Strzyżów), Tadeusz Sabik (Rzeszów), Czesław Stasik (Jaszczurowa), Leopold Szobak (Mielec), Janusz Trzeciak (Rzeszów).
Uroczystość odbyła się 20 lipca 1988 w Rzeszowie (po raz piętnasty).

## 1989
Decyzją Egzekutywy Komitetu Wojewódzkiego PZPR w Rzeszowie z 11 lipca 1989 zostało wpisanych do „Księgi zasłużonych dla województwa rzeszowskiego” 47 osób, za rzetelną i ofiarną pracą oraz szczególny wkład w społeczno-gospodarczy rozwój Rzeszowszczyzny:
Józef Barszcz (Mielec), Marian Bąk (Mielec), Bronisława Blukot (Mielec), Marian Bobran (Rzeszów), Zdzisław Daraż (Rzeszów), Stefan Dąbek (Grodzisko Dolne), Zdzisław Derbisz (Kosina), Józef Drąg (Głogów Małopolski), Jan Dzianott (Rzeszów), Jadwiga Filip (Rakszawa), Eugeniusz Gaweł (Racławówka), Jan Gruszecki (Rzeszów), Stanisław Gul (Poręby Dymarskie), Tadeusz Karakuła (Leżajsk), Piotr Kaszycki (Ożanna), Ryszard Korczowski (Rzeszów), Stanisław Kordas (Laszczyny), Stanisław Kordys (Rzeszów), Eugeniusz Kościelny (Rzeszów), Lechosław Kowalewski (Nowa Sarzyna), Zygmunt Kubik (Tyczyn), Augustyn Kuc (Sędziszów Małopolski), Witold Kurek (Rzeszów), Czesław Lulek (Rzeszów), Alfons Maternia (Krasne), Edward Mazur (Ropczyce), Tadeusz Mazurek (Rzeszów), Jerzy Moskwa (Strzyżów), Irena Nowakowska (Mielec), Adam Parys (Rzeszów), Stanisława Peszko (Łańcut), Jan Piórek (Kolbuszowa), Mieczysław Ruszała (Rzeszów), Czesław Rutowicz (Leżajsk), Stanisław Serafin (Borowa), Witold Serwacki (Ropczyce), Antoni Sitarz (Kolbuszowa), Anna Słupek (Błażowa), Leon Stelmach (Nowa Sarzyna), Czesław Sznicer (Łańcut), Genowefa Śnieżek (Połomia), Jan Świętoniowski (Rzeszów), Stefania Weigensperg (Rzeszów), Stanisław Wilusz (Wiśniowa), Edward Wisz (Rzeszów), Leopold Wrzesiński (Nowa Sarzyna), Józef Zając.
Uroczystość odbyła się 20 lipca 1989 w siedzibie KW PZPR w Rzeszowie.